# تايب 69 آر بي جي
تايب 69 آر بي جي (بالإنجليزية: Type 69 RPG)‏هي نسخة صينية من آر بي جي 7 بدء تصنيعه في بداية 1970 .

## مستخدمون
- أفغانستان
- ألبانيا
- الجزائر
- بنغلاديش
- كمبوديا
- الصين
- جورجيا
- إيران
- العراق
- لاتفيا
- ليتوانيا
- لاوس
- المغرب
- بورما
- كوريا الشمالية
- رومانيا
- سيراليون
- سريلانكا
- فيتنام